# کش‌قوتان
کش‌قوتان (به لاتین: Keşqutan) یک منطقه مسکونی در جمهوری آذربایجان است که در شهرستان قاخ واقع شده است. کش‌قوتان ۳۱ نفر جمعیت دارد.